# Salón del trono
Un salón del trono es la sala amplia, en la residencia oficial de la Corona, ya sea en un palacio o un castillo fortificado, donde se encuentra el trono de la figura más importante (normalmente un monarca); que suele encontrarse en una plataforma a doble altura, con unos escalones y bajo un dosel, ambos de los cuales son parte de la idea original de la palabra griega «thronos».

## Función
El salón del trono tiene un encuadre que impresiona a la vista, su objetivo era ensalzar la figura del monarca en carácter de majestuosidad durante sus ceremonias oficiales, conceder audiencias, homenajes o rendir honores o conceder títulos, así como otras funciones oficiales. En ellos también se solía reunir la corte real.
Hoy en día, los salones del trono solo se suelen utilizar para ceremonias magnánimas ocasionales. Los temas de concesiones honoríficas y demás ahora se realizan en oficinas y el recibimiento de audiencias e invitados se hace en salones específicos.

## Ejemplos destacables
A continuación unos cuantos salones del trono destacables. Puedes ver más en el artículo «Tronos».

### China

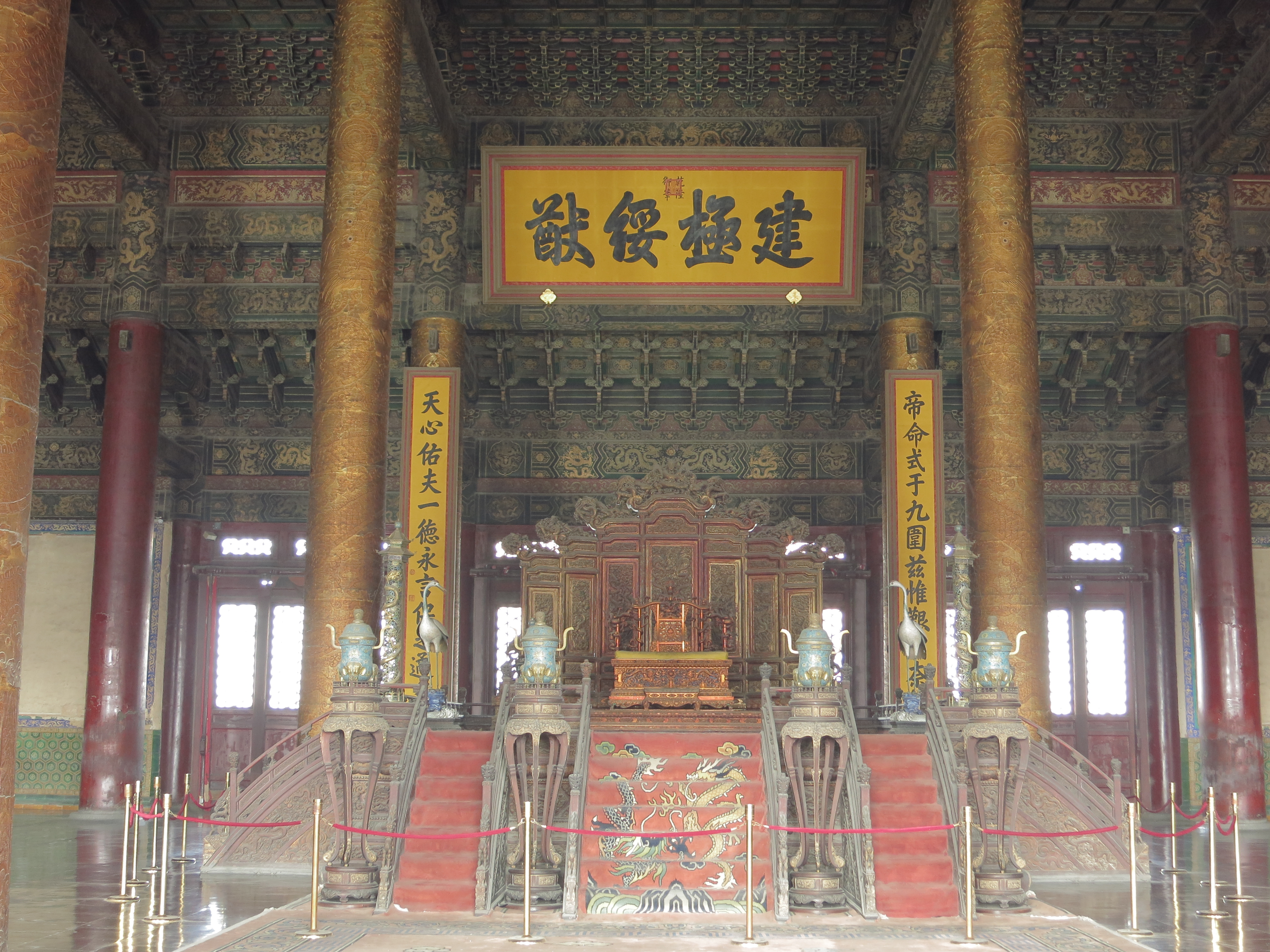
El trono imperial principal de China, en la Sala de la Armonía Suprema.

En la Ciudad Prohibida, último palacio imperial de China, los salones del trono principales son las tres salas del palacio exterior: el Salón de la Suprema Armonía, el Salón de la Armonía Central y el Salón de la Preservación de Armonía, donde el Salón de la Suprema Armonía era el más importante. 

### Dinamarca

#### Rosenborg

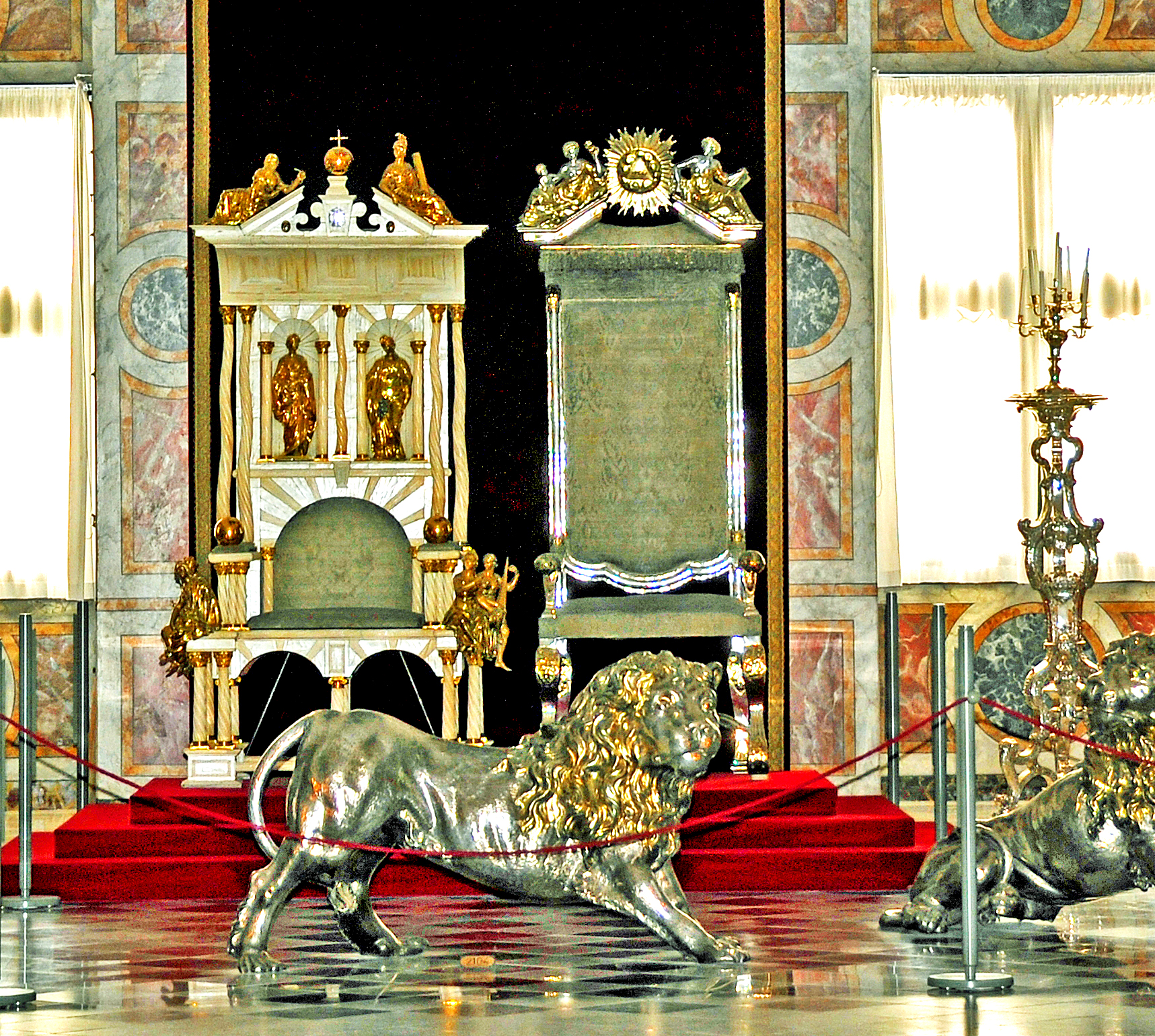
El trono de unción de Dinamarca

El trono del salón del trono en el Palacio de Rosenborg (reacondicionado como museo), en Copenhague, fue encargado por el rey Federico III en torno a 1663. Posteriormente usado por los reyes absolutistas de Dinamarca entre 1671 y 1840 para la ceremonia de unción. Fue inspirado en el trono del rey Salomón, que según la Biblia estaba hecho de marfil y contenía 6 leones. Se escogieron dientes de narval para el material, ya que eran comunes en aguas danesas y además se relacionaban con el unicornio. También se encargaron 12 leones, de los cuales 3 en plata, que se encuentran en el salón.

#### Christiansborg
El salón del trono empleado para los embajadores en Christiansborg.

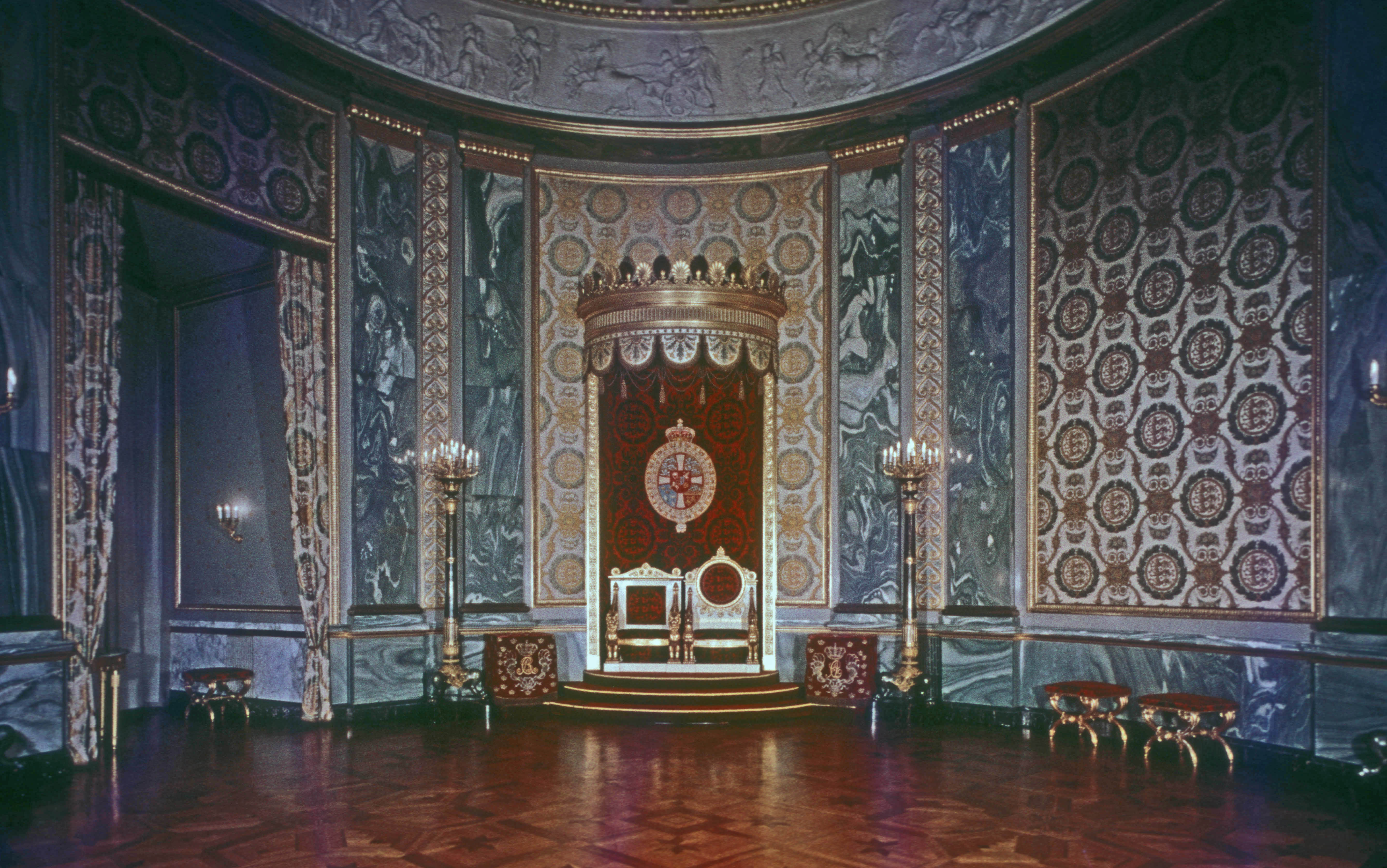
Salón del trono en Christiansborg, donde los embajadores extranjeros presentan su credenciales a la reina.

### Francia

#### Versalles
El trono fue encargado por Luis XIV y se utilizó hasta 1789. En 1837, el Palacio de Versalles se acondicionó como museo nacional. Como parte más grande del museo de Versalles, el salón está abierto al público. Comparar: Lit de justice.

#### Palacio de Fontainebleau
Prefiriendo Fontainebleau antes que Versalles, Napoleón convirtió el cuarto de Luis XV en el salón del trono y fue aquí donde abdicó. El palacio fue utilizado en última instancia por Napoleón III;  declarándose posteriormente monumento nacional en 1871, tras el derrumbamiento del imperio.

### Alemania

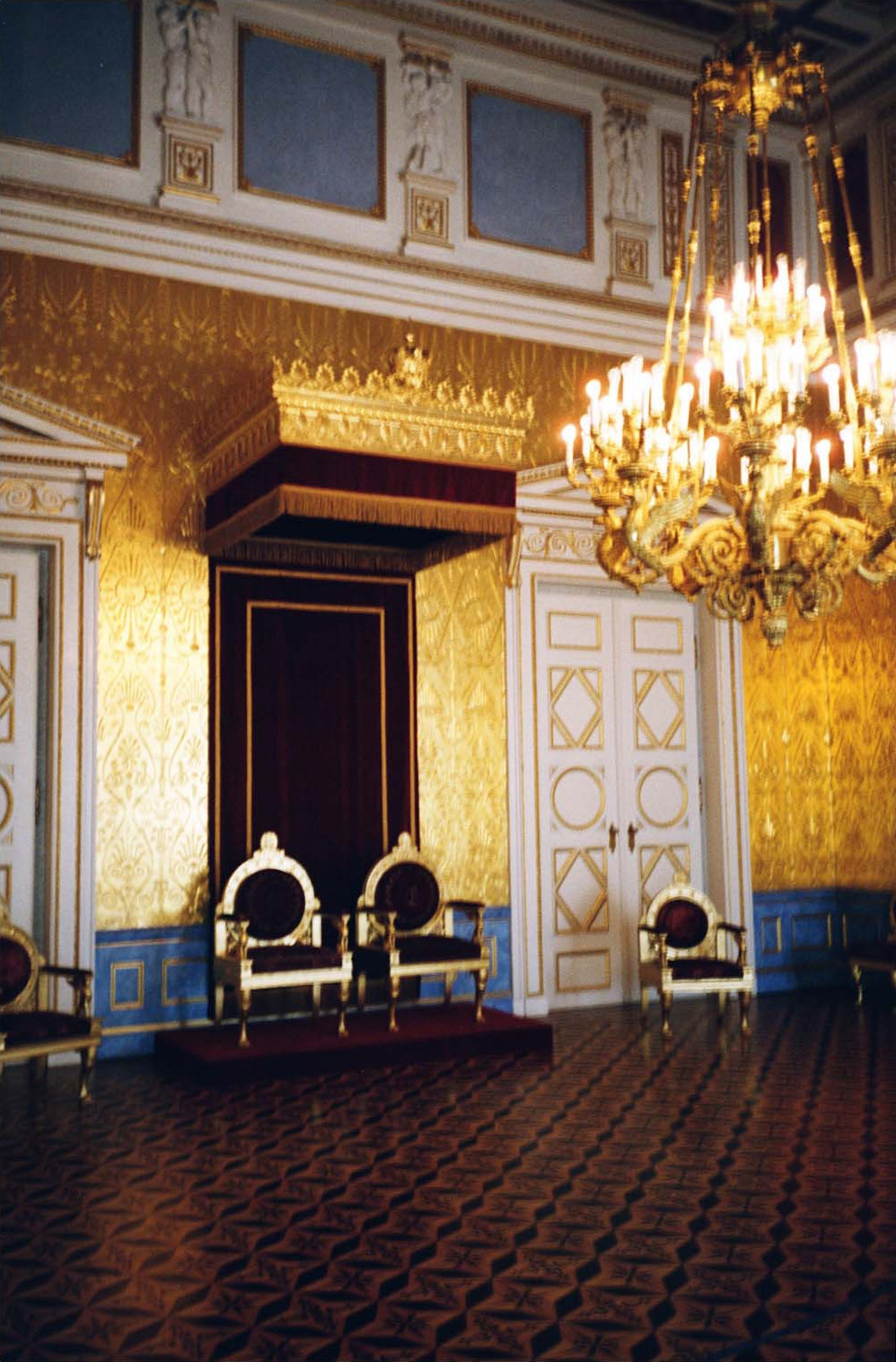
Tronos del rey y la reina en Múnich, Baviera.

#### Residencia de Múnich
La residencia de los Wittelsbach en Baviera tiene un salón de celebraciones, que había sido anteriormente salón del trono, pero fue completamente destruido durante los bombardeos a la ciudad de Múnich durante la Segunda Guerra Mundial. Ahora está reconstruido y abierto al público. Se reconstruyó también la habitación más pequeña al estilo del clasicismo del siglo XIX y ahora está abierta al público. En su época, hubo figuras de bronce de doce gobernantes de la casa de Wittelsbach allí presentes, entre columnas corintias. Estos fueron honorable monarcas de Baviera durante siglos.

#### Neuschwanstein
Este maravilloso salón del trono no tiene trono. El motivo era que Luis II de Baviera, quien lo solicitó, no vivió para ver el Neuschwanstein terminado; por tanto, nunca llegó a colocarse.

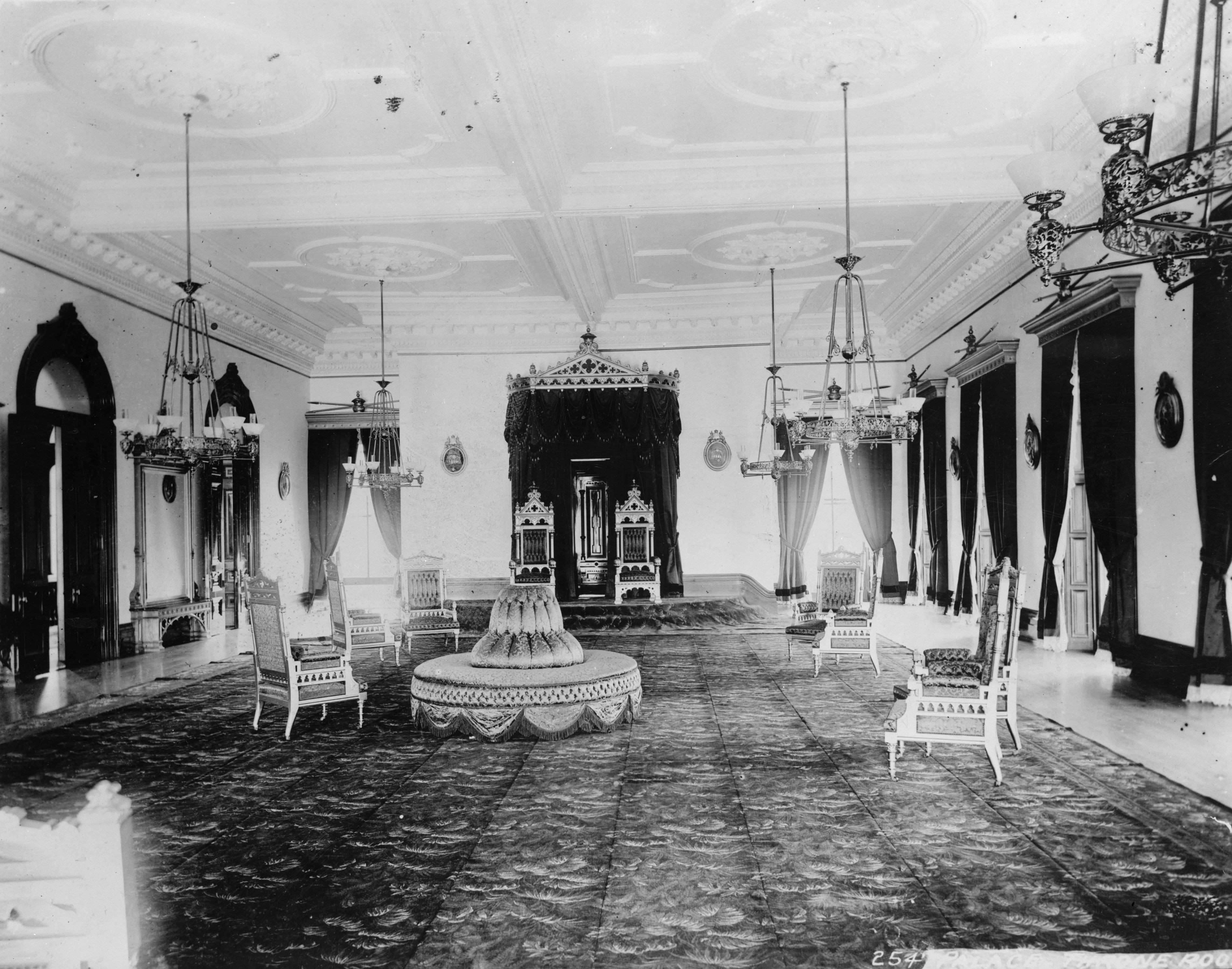
Salón del trono de Iolani.

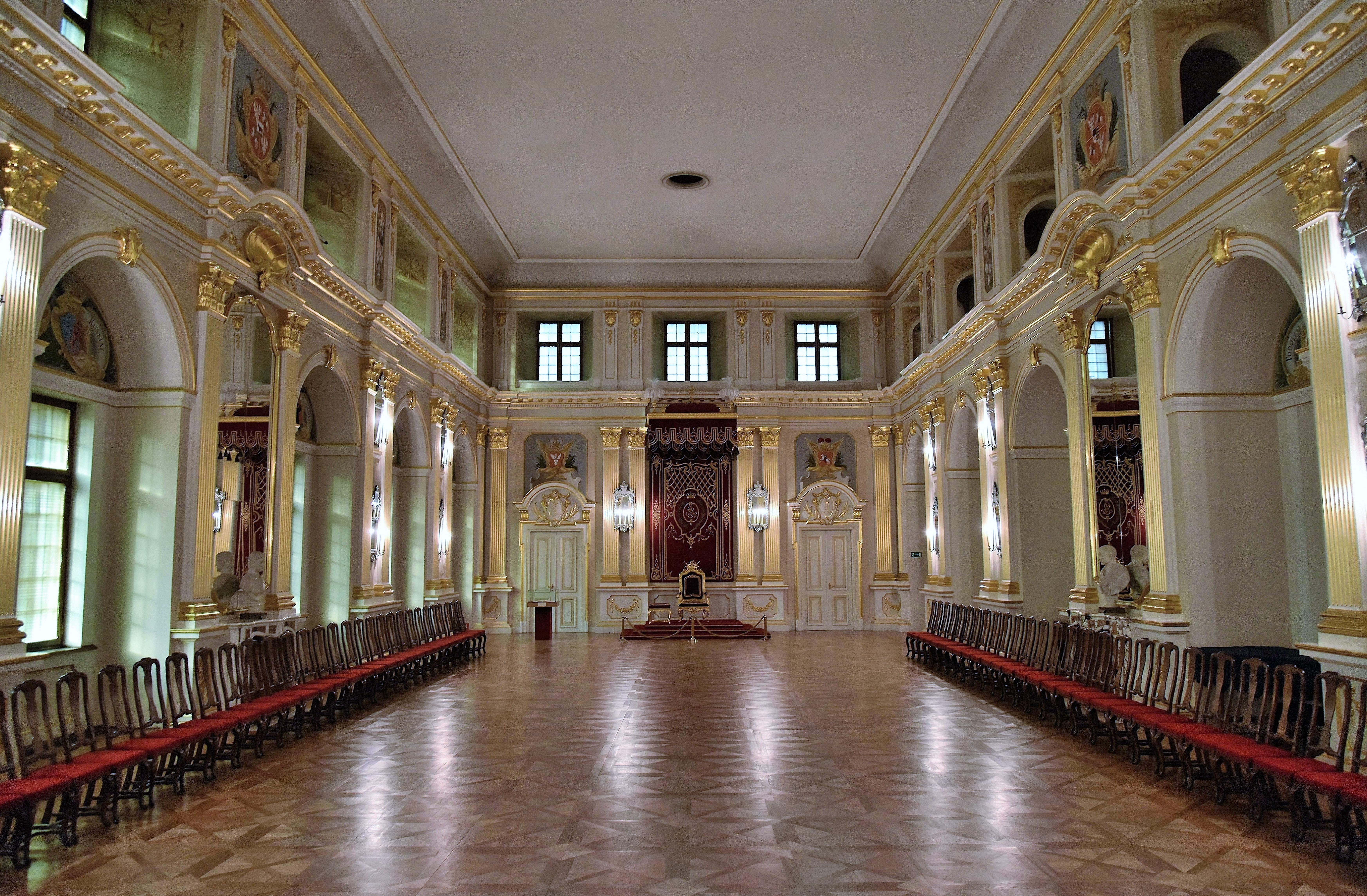
Cámara de senadores del Castillo Real de Varsovia, en Polonia.

### Hawái

#### Palacio 'Iolani
El salón del trono del Palacio 'Iolani fue utilziado por el rey David Kalākaua, su mujer la reina Kapiolani y su sucesora la reina Liliuokalani. Kalākaua y su mujer no eran muy devotos de usar tronos, ellos preferían estar de pie en el momento de recibir a sus invitados. El rey Kalākaua recibió audiencias formales, diplomáticas y de estado, así como invitados y personal de la realeza y diplomados o escritores y deportistas. El ascenso al trono de la reina Liliuokalani también se produjo en esta sala donde acabó siendo culpable y encarcelada por la República de Hawái. El salón del trono, al igual que el resto del palacio, está abierta al público.

### Portugal

#### Palacio Nacional de Ajuda, Lisboa
El salón del trono portuguesa (Sala do Trono en portugués) está en el piano nobile del Palacio Nacional de Ajuda (Palácio Nacional da Ajuda) en Lisboa. La decoración actual se conserva desde el siglo XIX, con las paredes cubiertas de terciopelo carmesí, espejos con marcos bañados en oro y una gran alfombra de Tabriz perteneciente al siglo XVIII, sobre un precioso suelo de madera. El techo está cubierto por un fresco alegórico de Máximo dos Reis y una gran lámpara de araña de cristal.
Los tronos son de tela portuguesa, de la segunda mitad del siglo XVIII, con el escudo de armas de Portugal, sostenido por dos ángeles. Estos sillones sustituyeron el trono de Juste-Aurèle Meissonnier creado para el rey Juan V de Portugal y destruido por el terremoto de Lisboa de 1755. Este trono estaba bañado en plata con dragones alados y el símbolo heráldico de la Casa de Braganza y es escudo de armas de Portugal soportado por dos estatuas alegóricas, Europa y América.
El salón del trono sigue utilizándose para eventos de estado de la República de Portugal.

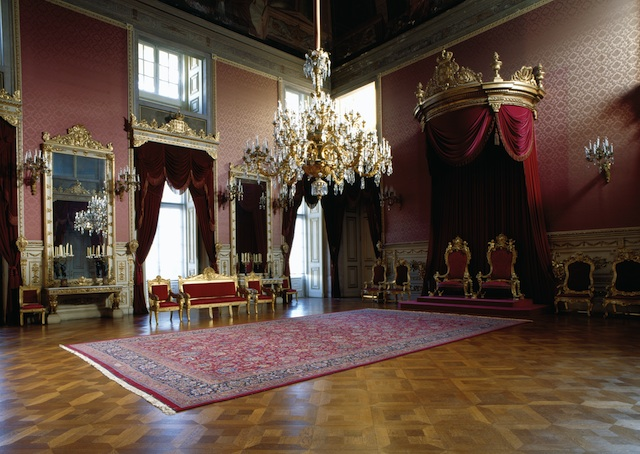
Salón del trono del Palacio de Ajuda.

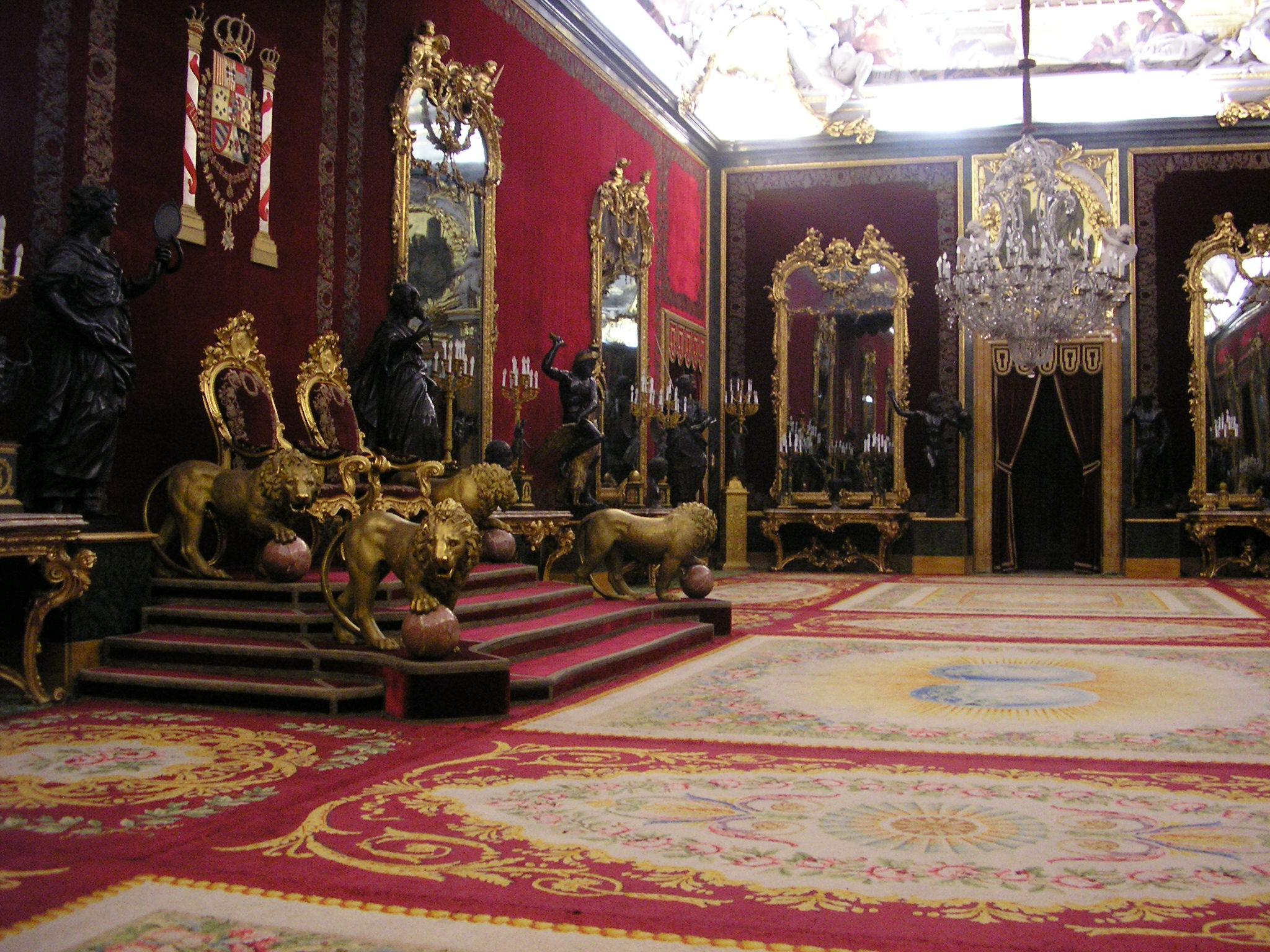
Salón del trono del Palacio Real de Madrid.

### España

#### Palacio Real de Madrid
El Palacio Real de Madrid era la residencia oficial del monarca español. La habitación de trono es única, conserva el decorado original de la época de Carlos III. El suntuoso salón contiene contiene guarniciones en oro con coberturas de pared de terciopelo carmesí, complementando un Tiepolo en el techo, iluminado por un candelabro de roca de cristal. Adornando la habitación con espejos enormes, realizados en la fábrica real de vidrio de La Granja.
La Familia Real no reside en el palacio, en cambio escogiendo uno más pequeño y modesto, el Palacio de la Zarzuela, a las afueras de Madrid. Aun así, el Palacio Real de Madrid se considera residencia oficial de la monarquía española y se emplea en ocasiones de Estado.

### Reino Unido
Los monarcas de Reino Unido casi siempre han tenido un trono creado para ellos personalmente, estos se solían fundir cuando dicho rey acababa su reinado y se aprovechaban para el trono del siguiente monarca. Esto sucedía hasta 1900, fecha en la que se empezaron a conservar. El número exacto de tronos en el Reino Unido se desconoce, pero es de más de 5. El Reino Unido se diferencia de los demás países en que en lugar de tener 1 o 2 tronos, tenía varios. Algunos de los cuales tenían más de 800 años de antigüedad.

#### Palacio de Buckingham
El salón del trono del Palacio de Buckingham, residencia de los monarcas británicos en la ciudad capital de Londres, se usa para encuentros de las cortes y como segunda sala de bailes. Tiene un proscenio sostenido por un par de figuras aladas de victoria sobre dos tronos, originales de la coronación de la reina Isabel II del Reino Unido en 1953.
Se encuentra en el salón del trono en la que el rey, en ocasiones especiales, recibe a las audiencias reales. Otro uso del salón del trono es el de fotografías para bodas formales. El salón del trono no se suele usar para recibir embajadores, ya que existen una sala de embajadores en el Palacio de Buckingham.
Además de los tronos en la sala llamada «salón del trono», también hay un par de tronos en la sala de baile principal del Palacio de Buckingham, que es más grande y polivalente. La sala de baile principal también se usa para ceremonias de investidura en el sistema de honor del Reino Unido.

#### Palacio de St. James
A pesar de que los monarcas británicos residen principalmente en el Palacio de Buckingham desde la Reina Victoria del Reino Unido, el Palacio de St. James sigue siendo un palacio importante para la monarquía británica. St. James sigue siendo un palacio frecuentado que conserva una importante función ceremonial: sigue siendo el palacio en el que se celebra el consejo de adhesión.
El salón del trono de St. James se usa en ocasiones oficiales. En esta sala el lord alcalde y los consejeros de la Ciudad de Westminster suelen dar la bienvenida a los jefes de Estado.
El salón del trono del palacio de Buckingham tiene dos tronos, pero el de St. James tiene únicamente uno. Al igual que en el palacio de Buckingham, el trono se encuentra bajo un dosel.
La tela de terciopelo tras el trono tiene un escudo de armas de Reino Unido.
Este salón era el escenario del anuncio de compromiso del Príncipe Guillermo, Duque de Cambridge y Kate Middleton.